# منصور بن محمد الخريجي
منصور بن محمد الخريجي كاتب ومترجم سعودي ولد في القريتين في سوريا عام 1935م (1354هـ). نائب رئيس المراسم الملكية السعودية (السابق). عمل مترجماً للملك فيصل بن عبد العزيز آل سعود في بداية دخوله للديوان الملكي، وله العديد من المؤلفات والترجمات من أبزها كتاب (ما لم تقله الوظيفة: صفحات من حياتي)، وترجمته لكتاب (عبر الجزيرة على ظهر جمل).

## النشأة والتعليم
- ولد الخريجي في بلدة اسمها (القريتين) في سوريا حيث كان والده ممن هاجروا طلباً للرزق، وبعد وفاة والده عاد إلى المدينة المنورة التي أكمل فيها التعليم العام، ثم انتقل إلى مكة المكرمة والتحق بمدرسة تحضير البعثات.[8]
- ابتعث إلى القاهرة عام 1954م والتحق بقسم اللغة الإنجليزية في جامعة القاهرة وحصل منها على شهادة الليسانس في الأدب الإنجليزي عام 1958م.
- حصل على دبلوم الدراسات العليا في الأدب الإنجليزي من جامعة ليدز عام 1961م.
- حصل على درجة الماجستير في الأدب الإنجيلزي من جامعة نبراسكا في الولايات المتحدة الأمريكية عام 1964م.[9]

## العمل
- عمل بعد حصوله على الماجستير أستاذاً مساعداً في قسم اللغة الإنجليزية في جامعة الملك سعود.
- بعد عام من عمله في جامعة الملك سعود انتقل إلى الديوان عام 1968 وعمل مترجماً للملك فيصل بن عبد العزيز آل سعود.[10]
- كان آخر أعماله عمله نائباً لرئيس المراسم الملكية إلى أن أحيل للتقاعد عام 2005م.[11]

## إصدارات
- «ما لم تقله الوظيفة: صفحات من حياتي». صدر عام 1996م.[12]
- «عبر الجزيرة على ظهر جمل» [ترجمة] تأليف باركلي رونكيير. صدر عام 1998.[13]
- رواية «دروس إضافية» صدرت عام 1998م.[14]
- «كلام جرايد». صدر عام 2006.[12]
- «من زوايا الذاكرة» صدر عام 2008.[15] وهو الجزء الثاني المكمّل لسيرته.
- رواية «ساعة الصفر» صدرت عن دار مدارك عام 2017م.[9]

## الوفاة
توفي منصور الخريجي في 23 سبتمبر 2023م / 8 ربيع الأول 1445هـ.